# Paio Ramiro
Paio Ramiro (1125 —?) Foi um nobre a cavaleiro medieval do Condado Portucalense e quem deu origem ao nome de família Correia também grafado como "Corrêa". Foi Rico-Homem de D. Afonso VI de Castela.

## Biografia
Esta linhagem familiar procede de Paio Ramiro, personagem que esteve ao serviço de Portugal a quando do estabelecimento Henrique de Borgonha, conde de Portucale (1066 — Astorga, 24 de Abril de 1112) no governo do condado. 
Esta personagem da História de Portugal medieval, teve como terceiro neto o conhecido frade Paio Peres Correia, que foi o mestre da Ordem de Santiago com poder em todas as terras da Espanha. 
Foi o senhor feudal de antiga Farelães também denominada como Farelães, povoado da localidade de Torgueda, em Vila Real. 

## Relações familiares
Foi pai de Soeiro Pais Correia. (1150 -?) documentado no século XII e casado com Urraca Oeriz Guedeão, filha de Oer Guedaz Guedeão (1180 -?) e de Aragunte Gomes. 